# Coahuiltec jezici
Coahuiltecan, ime porodici indijanskih jezika s juga današnjeg Teksasa i susjednih predjela Meksika. Slabo je poznata a obuhvaća stotinjak raznih indijanskih bandi i malenih plemena poznatih pod kolektivnim imenom Coahuiltec, koji su gotovo svi nestali. Imaju nešto preživjelih potomaka koji više ne znaju svoje jezike, a poznati su kao Tap Pilam. 

## Jezici
Prema jednoj klasifikaciji predstavnik mu je jezik tonkawa [tqw] †

## Bande i plemena
Texas: Aguastaya, Alachome, Anathagua, Andacamino, Annas, Anathagua, Apatin, Apaysi, Apion, Archahomo, Baguam, Borrado, Cacalote, Cabia, Cacaxtle, Cachopostal, Caicache, Camai, Cappelone, Casas Chiquitas, Catujano, Cenizo, Chaguane, Chaguantapam, Chapamaco [?], Chayopin, Chome, Cimataguo, Clancluiguyguen, Cocomas, Cocomeioje,  Concugayapem, Cuero Quemado, Gincape, Guisole, Haeser, Hape, Heniocan, Hiabu, Hume, Juama, Juanca, Juncal, Junced, Macocoma, Manos Coloradas, Manos de Perros, Manos Prietas, Morbana, Muruam, Napuap, Necpacha, Nigco, Ocana, Odoesmade, Orancho, Orejone, Paachiqui, Pachal, Pachalaque, Pachaque, Pacpul, Pacuache, Paguan, Pajalat, Pajarito, Paymaya, Papanac, Parantone, Parchaque, Pasnacan, Pastaloca, Pastia, Patacal, Pataguo, Patalca, Patzau, Pausane, Pausay, Payaya, Payaguan, Peana [?], Piedras Blancas, Piguique [?], Pinanaca, Piniquu, Pitahay, Pomulum, Postito, Prieto, Psaupsauo, Pucham, Pulacuam, Pulcha, Quems, Quepano, Sacuache, Salapaque, Salina, Sama, Samampac, Sampanal, Sanipao, Semoco, Segujulapem, Siaguan, Siansi, Sijame, Sinicu, Siquipil, Suahuache, Tacame, Taimammar, Tamcan, Tamique, Teaname, Tecahuiste, Tejon, Tecachuache, Tepachuache, Tepemaca, Terocodame (?), Tetecore, Tilijae, Tilpacopal, Tinapihuaya, Tiopane [?], Tugumlepem, Tusonid, Unpuncliegut, Uscapem, Vanca, Vende Flechas, Xarame, Xeripam, Yorica, Ysbupue, Zorquan [?]
Swantonova lista: Aguastayas, Alasapas, Andacaminos, Annas, Apayxam, Aranama, Asan, Atajal, Atastagonies, Borrados, Cabia, Cacafes, Cachopostales, Camai, Cantunas, Casas Chiquitas, Casastles, Chaguantapam, Chagustapa, Chapamaco, Chemoco, Choyapin (možda Tonkawan), Chuapas, Cimataguo, Cluetau, Cocomeioje, Comecrudo, Cotonam, Cupdan, Escaba, Espopolames, Gabilan, Geies, Guanipas, Gueiquesales, Guerjuatida, Guisoles, Haeser, Hapes, Harames, Heniocane, Hiabu, Hihames, Huacacasa, Huanes, Hume, Juamaca, Jueinzum, Juncatas, Junced, Macapao, Macocoma, Mallopeme, Mamuqui, Manam, Manico, Manos Colorados, Manos de Perro, Manos Prietas, Maquems, Maraquites, Matucar, Matuime, Maubedan, Mauyga, Mazapes, Menenquen, Mescales, Mesquites, Milijaes, Morbanas, Mulatos, Muruam (možda Tonkawan), Narices, Natao, Nazas, Necpacha, Nigco (možda oznaka za Sinicu), Nonapho (možda Tonkawan), Obozi (?), Ocana, Odoesmades, Ohaguames, Orejones, Oydican, Paac, Paachiqui, Pabor, Pacaruja (Uhde, 1861), Pachal, Pachalaque, Pachaloco, Pachaquen, Pachaug, Pacpul, Pacuaches, Pacuachiam, Paguan, Paguanan, Pajalat, Pajarito, Pakawa, Pamaque, Pamaya, Pamoranos, Pampopas, Papanac, Paquache, Parantones, Parchaque, Parchinas, Pasalves, Pasnacanes, Pasqual, Pastaloca, Pastancoyas, Pasteal, Patague, Patan, Patanium, Pataquilla (možda Karankawan), Patou, Patzau, Pauganes, Pausaqui, Pausay, Payaya, Payuguan, Peana, Pelones, Pescado (?), Piedras Blancas, Piquique, Pinanaca, Piniquu, Pintos, Pita, Pitahay, Pomuluma, Prietos, Psaupsau, Pulacuam (možda Tonkawan), Putaay, Quanataguo, Quems, Quepanos, Quesal, Quide (?), Quioborique (?), Quisabas (?), Quitacas, Quivi (?), Salapaque (?), Salinas (?), Samampac, Sampanal, Sanipao, Saracuam (?), Secmoco, Semonan (?), Senisos, Siaguan, Siansi, Sijame (možda Tonkawan), Sillanguayas, Simaomo (možda Tonkawan), Sinicu, Siupam, Sonaque, Sonayan, Suahuaches (?), Suanas, Sulujame, Tacame, Taimamares, Tamcan (?), Tamique (?), Tanpacuazes, Tarequano, Teana, Tecahuistes, Tejones, Teneinamar, Tenicapeme, Tepachuaches, Tepemaca, Terocodame, Tet, Tetanauoica, Tetecores, Tetzino (možda Tonkawan), Tilijaes, Tinapihuayas, Tiopane (možda Karankawan), Tiopines, Tishim (možda Tonkawan), Tocas, Tonzaumacagua, Tripas Blancas, Tuancas, Tumamar, Tumpzi, Tusanes, Tusonid, Tuteneiboica, Unojita (?), Uracha, Utaca (?), Venados, Vende Flechas, Viayam, Viddaquimamar, Xarame, Xiabu, Yacdossa, Ybdacax, Yemé, Yman, Ymic, Yoricas, Ysbupue, Yué, Yurguimes, Zorquan.

## Vanjske poveznice
- Coahuiltecan (14th)
- Coahuiltecan (15th)
- Coahuiltecan Family